# Dolmen de Saint-Paul
Le dolmen de Saint-Paul, appelée aussi Pierre Levée, est un dolmen situé à Sainte-Cécile-du-Cayrou, dans le département du Tarn, en France.

## Historique
Le dolmen est classé au titre des monuments historiques par la liste de 1889. 

## Description
Le dolmen est constitué de trois orthostates et d'une table de couverture en calcaire local.
| Dalle                                           | Longueur | Largeur | Épaisseur |
| ----------------------------------------------- | -------- | ------- | --------- |
| Couverture                                      | 3,45 m   | 2,70 m  | 0,85 m    |
| Pilier ouest                                    | 3 m      | 2,70 m  | 0,85 m    |
| Pilier nord-ouest                               | 1,35 m   | 1,30 m  | 0,90 m    |
| Pilier est                                      | 1,40 m   | 1,30 m  | 0,40 m    |
| Données : Les Mégalithes du département du Tarn |          |         |           |

La chambre avait été fouillée clandestinement à une période ancienne mais soixante-douze silex et six tessons de poterie y furent découverts ultérieurement.